# جيرفي كروز
جيرفي كروز (بالتاغالوغية: Jervy Cruz)‏ مواليد 9 سبتمبر 1986 في الفلبين، هو لاعب كرة سلة فلبيني. بدأ مسيرته الاحترافية في سنة 2009. يلعب مع بارانجي جينبرا سان ميغيل في الرابطة الفلبينية لكرة السلة. يحمل الرقم 27. مثّل منتخب بلاده. لعب مع باراكو بول إنرجي وبارانجي جينبرا سان ميغيل.